# Decimiana
Decimiana (лат.) — род богомолов из семейства Acanthopidae. Южная Америка: Аргентина, Боливия, Бразилия, Парагвай. Длина 3—5 см. Мезоторакальные крылья самок с короткими апикальными лопастями, у самцов они узкие с коричневыми полосами между жилками. Анализ филогенетических взаимоотношений, построенный на основании морфологических признаков (в том числе строения гениталий самцов), показал наличие минимум двух основных групп: Decimiana bolivari + Decimiana hebardi и Decimiana rehni + Decimiana tessellata.

## Классификация
На февраль 2020 года в род включают 7 видов с ареалами:
- Decimiana bolivari Chopard, 1916 — Боливия, Бразилия
- Decimiana clavata Ippolito & Lombardo, 2004 — Бразилия[4]
- Decimiana elliptica Menezes & Bravo, 2012 — Бразилия
- Decimiana gaucha Maldaner & Rafael, 2017
- Decimiana hebardi Lombardo, 2000 — Боливия[2]
- Decimiana rehni (Chopard, 1913) — Аргентина, Парагвай
- Decimiana tessellata (Charpentier, 1841) — Аргентина, Бразилия, Уругвай